# كيفن هندرسون (لاعب دوري الرغبي)
كيفن هندرسون (بالإنجليزية: Kevin Henderson)‏ هو لاعب دوري الرغبي أسترالي، ولد في 10 يناير 1981.